# Infanteriegeschütz

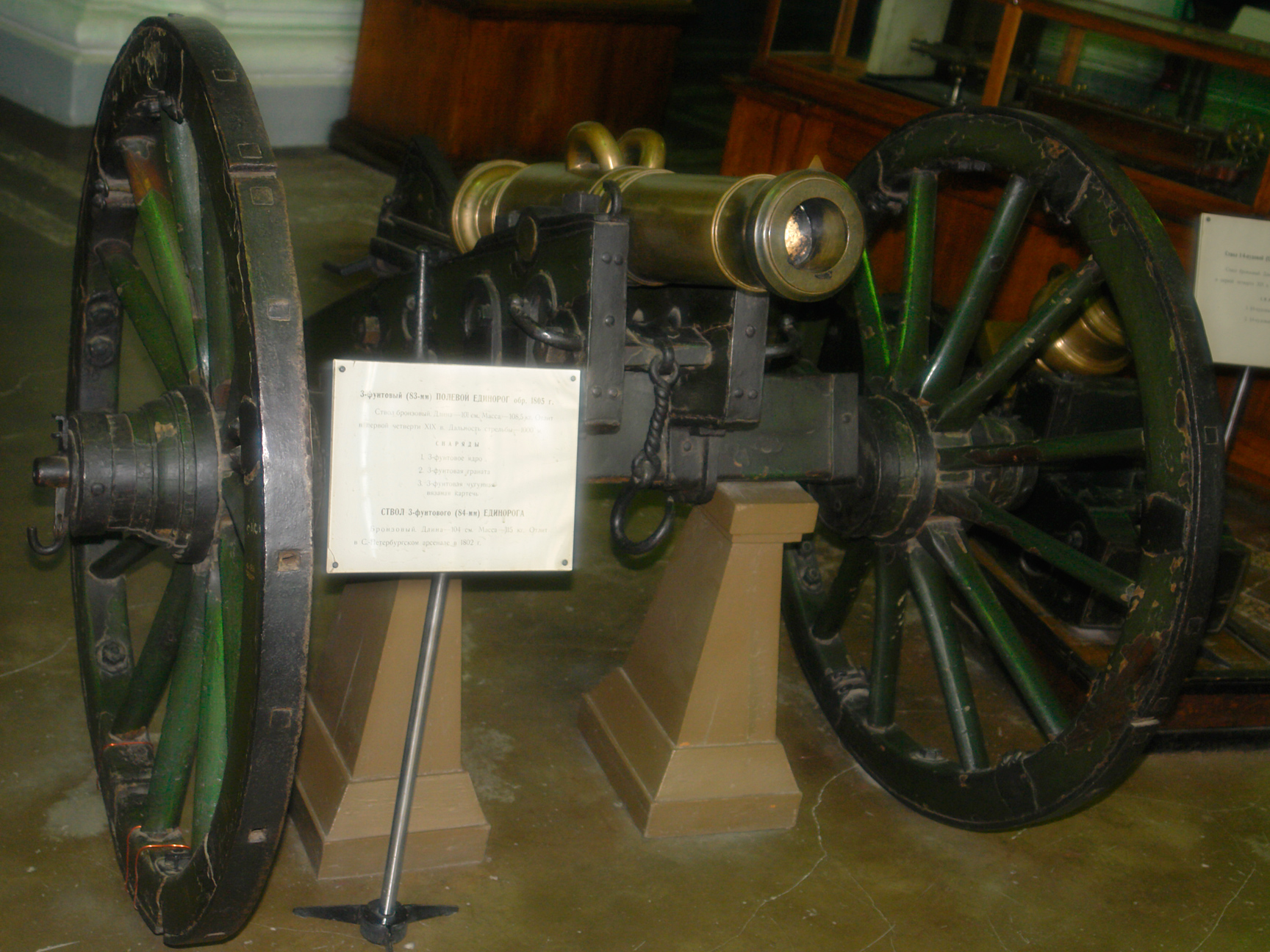
„Dreipfünder“, russisches Infanteriegeschütz, 1805

Französische Infanteriekanone Modell 1916 im Ersten Weltkrieg

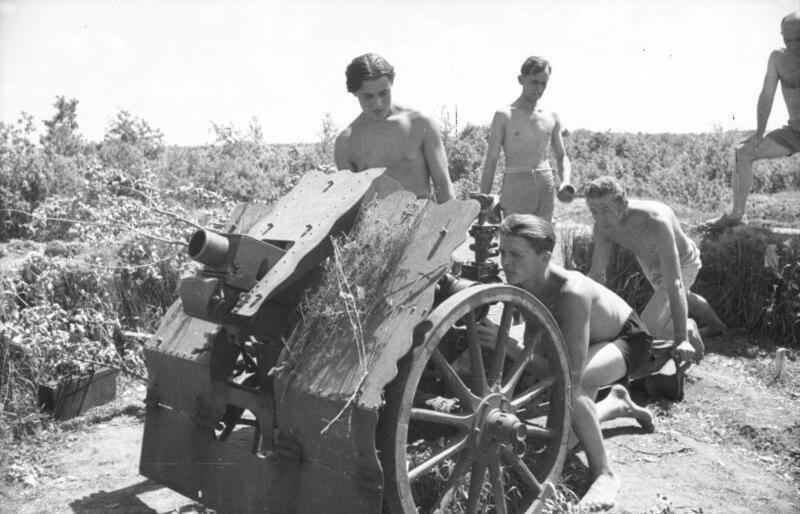
7,5-cm-leichtes Infanteriegeschütz 18 im Zweiten Weltkrieg

Ein Infanteriegeschütz  ist ein leichtes Feldgeschütz, welches der Truppengattung Infanterie – und nicht wie üblicherweise der Artillerie – zum Zwecke der unmittelbaren Feuerunterstützung zugeordnet ist. Mit der Bezeichnung ist entweder die Zuordnung oder eine spezialisierte Bauart gemeint. Im Speziellen werden damit Bauarten von Infanteriekanonen oder Panzerabwehrkanonen  zwischen dem Ersten und dem Zweiten Weltkrieg bezeichnet, deren Vorgänger als Regimentsstück bekannt sind. Weitere Bauarten sind Infanteriemörser oder leichte Minenwerfer.

## Geschichte
Seit der Entwicklung der Feldgeschütze bzw. Amüsetten wurden diese immer wieder als Regimentsstück der Infanterie zugeordnet. So konnte Schweden in der Schlacht bei Breitenfeld (1631) einen entscheiden Sieg erringen, auch weil die Infanterie mit leichten Begleitgeschützen ausgestattet war, der sogenannten Knarrenbüchse. Diese wogen mit etwa 140 Kilogramm nur ein Drittel des üblichen Gewichts eines Feldgeschützes und konnten von einem Pferd gezogen werden.
Im 18. Jahrhundert wurden dem Infanteriebataillon auf dem Schlachtfeld zwei „Drei“- oder „Vierpfünder“ zugeteilt, die mit der Gefechtslinie vorrückten und dabei von der Bedienungsmannschaft gezogen wurden. Ein Geschütz wog über 100 Kilogramm. Es konnte gezielte Schüsse auf eine Entfernung von maximal 300 Metern abgeben. Jedoch konnten bei der Lineartaktik durch Abpraller weitere Entfernungen in gegnerische Linien erzielt werden, die sich noch außerhalb der Feuerreichweite ihrer Musketen befanden. Der Anmarsch feindlicher Infanterielinien konnte damit erheblich gestört werden. Im Siebenjährigen Krieg erreichten preußische Bataillonsgeschütze eine Feuergeschwindigkeit von vier Schuss pro Minute.
Zur Zeit der Napoleonischen Kriege (1792 bis 1815) verschwanden die Infanteriegeschütze, da die Feldartillerie durch Umorganisationen nun deutlich mobiler wurde.
Ab Mitte des 19. Jahrhunderts wurde verschiedene Ansätze unternommen, um kleinkalibrige Repetier- bzw. Salvengeschütze in die Rolle der Infanteriegeschütze zu etablieren. Diese bewährten sich nicht, doch Ende des 19. Jahrhunderts entstand aus diesen Bemühungen das Maschinengewehr.
Als im Ersten Weltkrieg die Fronten im Grabenkrieg erstarrten, wurden wieder Infanteriegeschütze eingeführt. Dies waren leichte Steilfeuergeschütze, als Mörser oder Minenwerfer bezeichnet, oder leichte Kanonen. Zuerst erfolgte nur eine organisatorische Umgruppierung. So wurde beispielsweise der deutsche Leichte Minenwerfer 7,58 cm, der ursprünglich für Pioniere gedacht war, direkt der Infanterie unterstellt. Es folgten Adaptionen und Neuentwicklungen um die neuen Anforderungen zu erfüllen. Die Franzosen führten recht erfolgreich die Infanteriekanone 37-mm Modell 1916 ein, welche auch von den alliierten US-Amerikanern verwandt wurde. Das Deutsche Kaiserreich verwendete erbeutete russische Feldgeschütze, eigene verkürzte Feldkanonen (Kaliberlänge 20) aber auch die 7,5-cm-Gebirgs-Kanone M.15. Erst gegen Ende des Krieges stand mit der Sturmabwehrkanone L/13, auf Basis der 7,7-cm-Feldkanone 96 n. A. ein richtiges Infanteriegeschütz zur Verfügung. Diese Entwicklung ging auf die Erfahrungen der Sturmbataillone mit dem Angriffsverfahren im Stoßtrupp zurück, der eine unmittelbare, gliederungsmäßig unterstellte Unterstützung durch eigene Artillerie notwendig machte. Daher wurden auch in der Wehrmacht in die Regimenter zu drei Bataillonen eigene Infanteriegeschütze in der 13. Infanteriegeschützkompanie mit 7,5 cm Infanteriegeschützen zur unmittelbaren Feuerunterstützung eingegliedert.
Die Entwicklung der Panzerabwehrkanonen und Infanteriegeschütze verlief nach dem Ersten Weltkrieg parallel. Bei Panzerabwehrkanonen war die Mündungsgeschwindigkeit entscheidend, da Wuchtgeschosse verschossen wurden, d. h. relativ kleines Kaliber bei großer Kaliberlänge. Infanteriegeschütze verschossen hingegen Splitter- bzw. Sprenggranaten; hier war die Menge des Sprengstoffs in der Granate entscheidend. Mit den ab 1940 entwickelten Hohlladungsgranaten konnten auch Infanteriegeschütze zur Panzerabwehr dienen.
Das motorisierte Sturmgeschütz war schon vor dem Zweiten Weltkrieg ein moderner Entwurf zu dem von Pferden gezogenen Infanteriegeschützen. Die Wehrmacht versuchte mit verschiedenen Entwürfen z. B. StuIG 33 B die bestehenden Infanteriegeschütze zu mechanisieren und durch den Panzerschutz einen Ausfall der Geschütze auch in der Panzerabwehr zu vermeiden.
Neben Panzerhaubitzen, leichten Infanteriemörsern wie z. B. dem Granatwerfer 42 übernahmen gegen Ende des Zweiten Weltkrieges rückstoßfreie Geschütze die unmittelbare Feuerunterstützung der Kampftruppen.
Nach dem Zweiten Weltkrieg verlor das Infanteriegeschütz seine Bedeutung, und ab den 1960ern dienten leichte und schwere Granatwerfer wie der US-amerikanische M79 oder der Thomson-Brandt 120-mm-Mörser zu unmittelbaren Feuerunterstützung der Infanterie. Daneben wurden Maschinenkanonen wie die Rh 202, eigentlich ein leichtes Flugabwehrgeschütz, von der Infanterie für den Erdkampf eingesetzt.